# Bršljanasta grenkuljica
Bršljanasta grenkuljica (znanstveno ime Glechoma hederacea) je zdravilna rastlina iz družine ustnatic.

## Opis
Bršljanasta grenkuljica je rastlina, katere listi so ledvičasto-srčasti in grobo, topo nazobčani, na rastlino pa so nameščeni na kratkih od 3 do 6 cm dolgih pecljih. V premeru dosežejo med 2-3 cm.
Cvetovi so modro vijolične barve, poraščeni pa so z drobnimi dlačicami. V zalistju rastejo v parih ali po trije naenkrat in imajo štiri vzporedne prašnike, ki štrlijo iz venčne cevi. Notranja prašnika sta daljša od zunanjih. Cvet je sestavljen iz dveh ustnic, zgornja je ravna, spodnja pa tridelna in ima na svetlejši podlagi temnejšo liso. 

## Razširjenost in uporabnost
Bršljanasta  grenkuljica najbolje uspeva na kamnitih, travnatih pobočjih. V Sloveniji cveti od  aprila do junija. V ljudskem zdravilstvu so pripravke te rastline uporabljali za zdravljenje astme, pljučnega katarja in za zbijanje vročine. Pred splošno uporabo hmelja v pivovarstvu so za dodajanje grenkobe pivu dodajali to rastlino.